# سرغایه
سرغایه، روستایی در دهستان سرجام بخش احمدآباد شهرستان مشهد استان خراسان رضوی ایران است و در 60 کیلومتری شهر مشهد قرار دارد این روستا با وجود طبیعت زیبایی که دارد سالانه هزاران نفر از این روستا دیدن میکنند و از صنایع دستی این روستا میتوان قالی بافی و نمد مالی را نام برد شغل اکثر مردم روستای سرغایه بیشتر کشاورزی و دامداری است

## جمعیت
بر پایه سرشماری عمومی نفوس و مسکن در سال ۱۳۹۵ جمعیت این روستا ۱٬۲۴۵ نفر (در ۳۸۹ خانوار) بوده است.